# Кузи, Бруна
Бруна Кузи (исп. Bruna Cusí Echaniz; род. 1987, Барселона) — испанская актриса

 театра и кино.

## Биография
Родилась в Барселоне в 1987 году и изучала театральное искусство сначала в театральном колледже «Colegio del Teatro y Eòlia» (2006), а затем в «Institut del Teatre». Получила степень в области драматического искусства в 2010 году. Переехала в Италию, чтобы изучить художественную комедию с Антонио Фавой, и поступила в театр «Theatre du Mouvement con Yves Marc».
С 2011 по 2013 год участвовала в телесериале «Красные браслеты». В 2015 году снялась в художественном фильме с Раймоном Франсой и Ксавье Пю, съемки проходили в Северо-Восточной Ирландии, в котором сыграла свою первую главную роль.
В феврале 2018 года она получила премию «Гойя» в качестве дебютировавшей актрисы за роль в фильме «Лето 1993-го».